# Méhi
Méhi (szlovákul Včelince, korábban Mehy) község Szlovákiában, a Besztercebányai kerület Rimaszombati járásában.

## Fekvése
Tornaljától 3 km-re délre, a Sajó bal partján fekszik.

## Élővilága

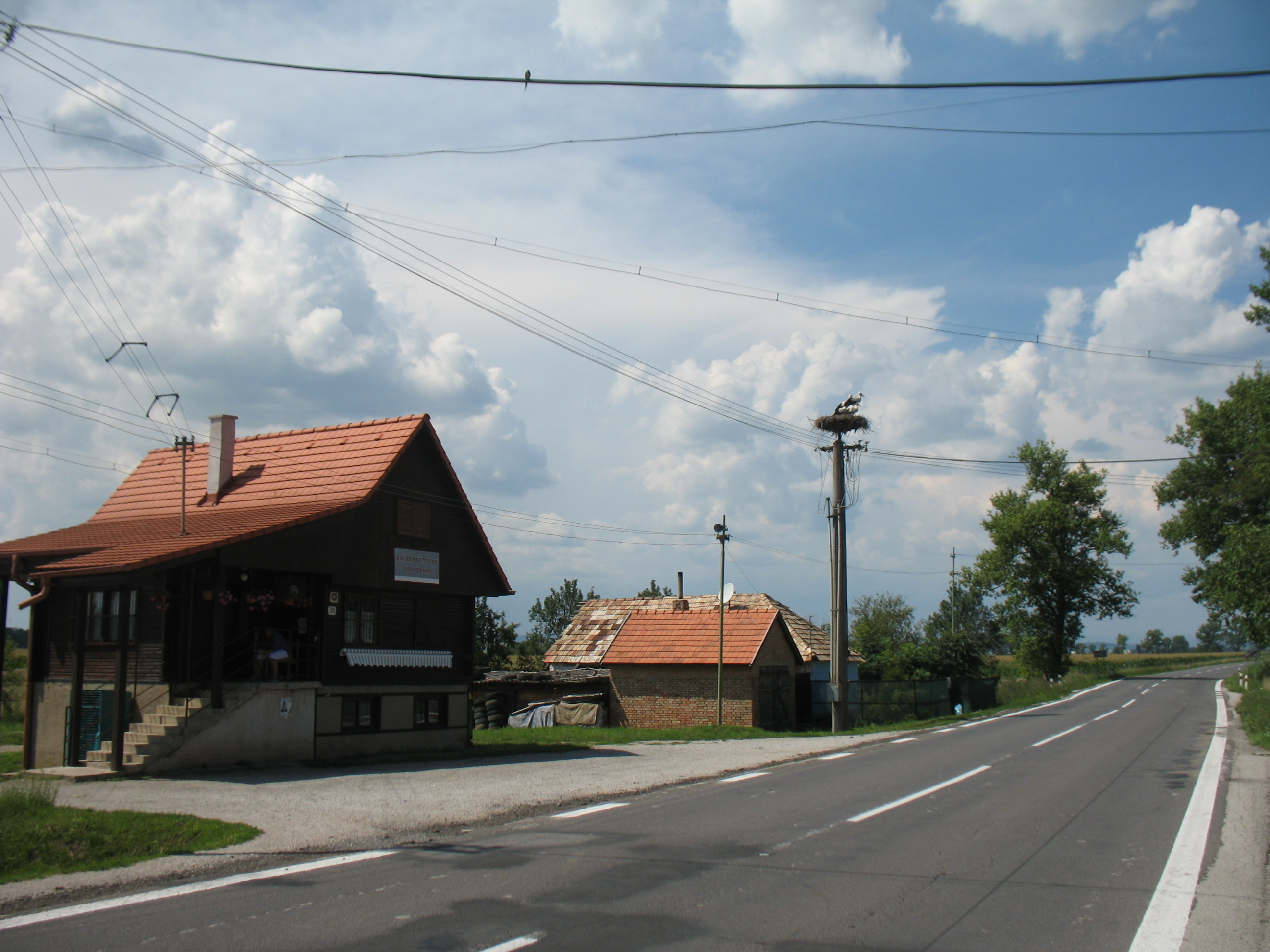
A kerepeci gólyafészek
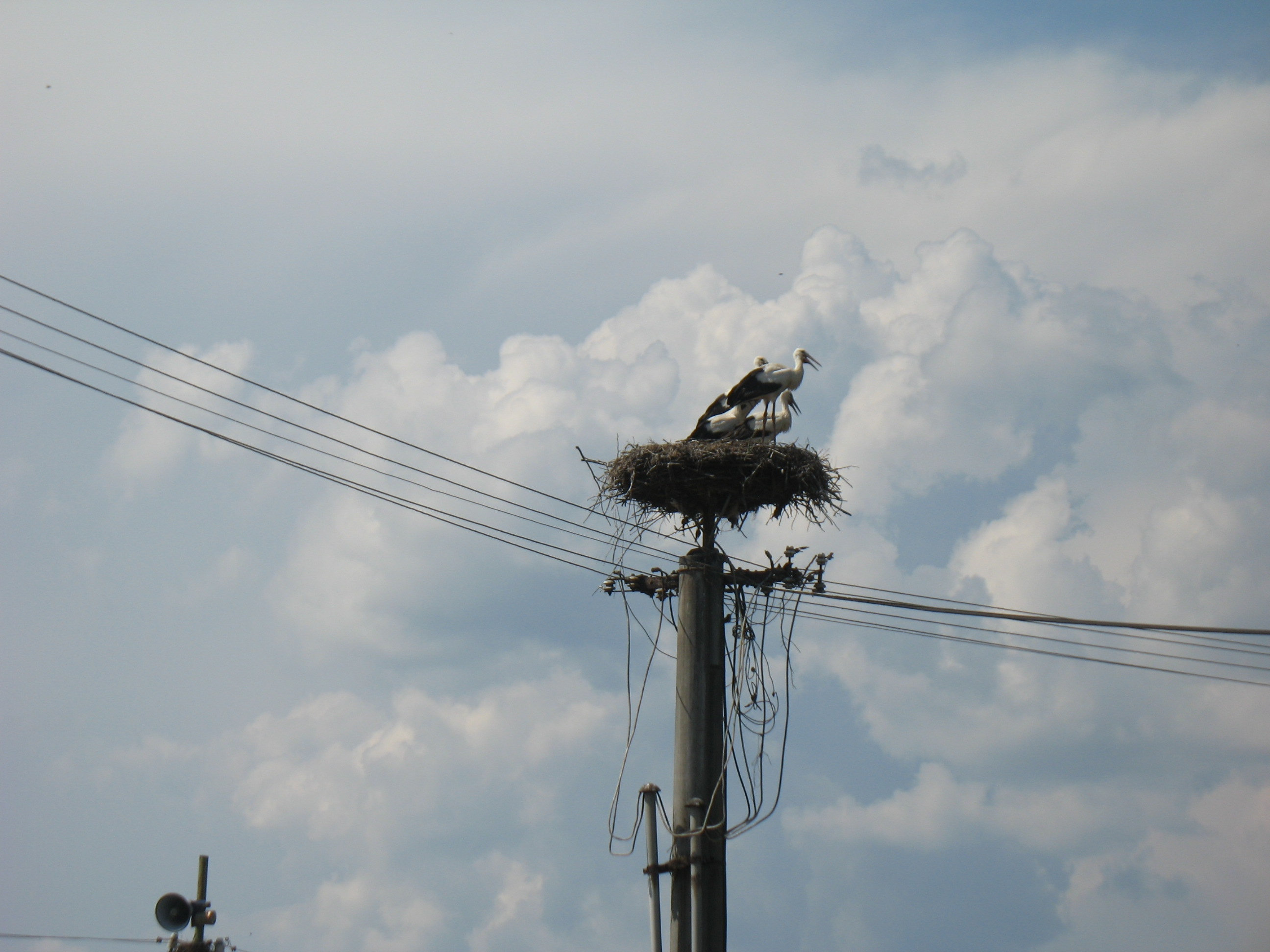

A faluban több gólyafészket is nyilvántartanak.

## Története
Területén ősidők óta éltek emberek. A korai bronzkor és a későbbi hallstatti kultúra településének nyomait is megtalálták itt. A falu határában egykor tó volt, melyet tengerszemnek tartottak. Sok emberi csontot is találtak itt, melyek középkori eredetűnek látszottak.
1332-ben "Mehy" néven említik először. 1383-ban szintén "Mehy" alakban szerepel az írott forrásokban. Gömör várának tartozéka volt. A 12. században a Zakar, a 14. században az Ákos nemzetségből származó Méhy család a birtokosa. Temploma már a 13. században állt, a 17. században pusztult el. 1427-ben az adóösszeírás 25 portát számlált itt.
1828-ban 87 háza és 562 lakosa volt, akik zömmel mezőgazdasággal foglalkoztak.
Vályi András szerint: "MÉHI. Magyar falu Gömör várm. földes Urai több Uraságok, lakosai katolikusok, fekszik a’ Sajó partyán Tornallyától egy órányira, Templomja, és Parochiája jeles, melly néhai boldog emlékezetű M. THERÉZIA Királynénak adakozásából épűlt, határja jó, piatzozása két, és négy mértföldnyire, fája tűzre van."
Fényes Elek szerint: "Méhi, helység, felülről Királyi helységgel, alulról kerepeczi pusztával határos, Tornaljától Putnok felé vivő országuthoz negyed órányira nyugot oldalán, rónaságon fekszik, Sajó vize mossa oldalát nyugot felől, mellyen van egy malma. Van a helységben a romai katholikusoknak templomjok. A lakosok száma 498-ra megy, kik egy pár uri családot kivéve mind romai katholikusok, s mindnyájan eredeti magyarok. Van 17 urb., 13 majorsági telek, 90 hold erdő, kövér szántófölde mindent megterem; rétje jó és sok takarmányt ad; legelőjén nyáron által sok szép szarvasmarha és ló szokott meghízni. A helység közelében a dús szántóföldek közt feltünik egy pár halom, hová a szóhagyományok szerint a régi harczos világban elesettek tetemei temetvék, igazolták ezt a szántáskor még mindig felforduló csontdarabok. Birják: Kossuth, Matyasovszki, Tomcsányi, Marikóvszki urakon kivül itt lakó Jankovics, Mumhárt urak és ns Bódó család. Ut. p. Tornalja."
Gömör-Kishont vármegye monográfiája szerint: "Méhi, sajóvölgyi magyar kisközség, körjegyzőségi székhely, 146 házzal és 687 róm. kath. vallású lakossal. A XIV. század elején a Méhy család volt a földesura s ennek birtokait 1383-ban a Bakosok kapták. 1427-ben a Sághy család a birtokosa, 1682-ben Soldos Péter megveszi a birtokot Ragályi Jánosné, szül. Uza Katalintól. Későbbi birtokosai a Kossuth, Mattyasovszky, Tomcsányi, Marikovszky, Jankovics, Mumhart, Bodó, Szentmiklóssy és a Károlyi családok, jelenleg pedig Szilárdy Oktáv, Putnoky Mórné és Rey Vilma grófné. Méhi mellett vándortó van, melyet sokan tengerszemnek tartanak. A község határában, az egyes dombokon gyakran találnak emberi csontokat, melyeket a lakosok még a tatárjárás korából valónak tartanak. E községhez tartozik Kerepecz és a Lászlófal puszta, melyek közül az előbbi már 1435-ben szerepel, a második pedig Lazinofalwa néven 1427-ben. Kerepecz közelében feküdt hajdan Várföld községe, mely 1347-ben poss. Warfeulde néven merül föl. Ugyancsak Méhi közelében feküdt hajdan Alkér is, mely 1435-ben a Méhy család birtoka volt. A községben levő róm. kath. templom 1773-ban épült. A falu postája, távírója és vasúti állomása Tornallya."
A trianoni békeszerződésig Gömör-Kishont vármegye Tornaljai járásához tartozott. 1938 és 1944 között újra Magyarország része.

## Népessége
| Év:            | 1994. | 2004.    | 2014.   | 2024.   |
| -------------- | ----- | -------- | ------- | ------- |
| Emberek száma: | 680   | 763      | 785     | 816     |
| Eltérés:       |       | +12,20 % | +2,88 % | +3,94 % |

| Év:            | 2023. | 2024.   |
| -------------- | ----- | ------- |
| Emberek száma: | 809   | 816     |
| Eltérés:       |       | +0,86 % |

1910-ben 640-en, túlnyomórészt magyarok lakták.
2001-ben 760 lakosából 505 magyar, 138 cigány és 111 szlovák.
2011-ben 818 lakosából 545 magyar, 165 szlovák és 95 cigány.
2021-ben 789 lakosából 486 magyar (61,6%), 169 szlovák, 125 cigány, 4 cseh, 1 német, 4 ismeretlen nemzetiségű.

## Nevezetességei
- Római katolikus temploma 1773-ban épült, tornya 19. századi.
- 1848-ban épített kápolna.

## Külső hivatkozások
- Községinfó
- Méhi Szlovákia térképén
- E-obce.sk Archiválva 2007. november 12-i dátummal a Wayback Machine-ben